# Diospyros gallo
Diospyros gallo là một loài thực vật có hoa trong họ Thị. Loài này được B.Walln. mô tả khoa học đầu tiên năm 2000.